# Eftimiu Deac
Eftimiu Deac (n. 1874, Bata, comitatul Arad, Regatul Ungariei – d. 4 septembrie 1953, Bata, RPR) a fost un deputat în Marea Adunare Națională de la Alba Iulia, organismul legislativ reprezentativ al „tuturor românilor din Transilvania, Banat și Țara Ungurească”, cel care a adoptat hotărârea privind Unirea Transilvaniei cu România, la 1 decembrie 1918.:p. 150

## Biografie
Născut în anul 1874 în comuna Bata, Eftimiu Deac urmează cursurile celor șase clase primare din aceeași comună, mai târziu având să se ocupe cu agricultura, fiind numit în acest caz economist. După anul 1918, domnul Deac este însărcinat cu administrarea exploatărilor feroviare, plecând din viață în ziua de 4 septembrie a anului 1953.

## Activitatea politică
Eftimiu Deac a fost ales ca delegat supleant al cercului electoral Făget-Birchiș, județul Caraș-Severin iar mai târziu ocupă și funcția de membru al P.N.R.